# کپلک جگر عظیم
کپلک جگر عظیم (نام علمی: Fasciola gigantica) نام یک گونه از شاخه کرم‌های پهن است.
این کرم انگل علف خواران مانند شتر، گاومیش و گاو می‌باشد. آلودگی انسان به این انگل نیز در بعضی از مناطق گزارش شده‌است.